# Battaglia di Peteroa
La battaglia di Peteroa fu un conflitto combattuto nel corso della guerra di Arauco nel 1556, in un luogo pianeggiante nella valle del fiume Mataquito, chiamato Peteroa.
La battaglia si svolse tra le forze spagnole di Pedro de Villagra ed i Mapuche guidati dal toqui Lautaro.

## Campo di battaglia
Il luogo della battaglia non è sicuro, ed a volte viene confuso con l'area del Mataquito in cui Lautaro fu ucciso nel 1557. La fortezza di Peteroa, costruita nel 1556, si trovava nei pressi di Teno, "a venti leghe dalla città di Santiago" secondo quanto dice Jerónimo de Vivar. Uno dei soldati che parteciparono allo scontro agli ordini di Juan Godíñez, Alonso Lopez de la Raigada, cita la fortezza del 1556 come "Peteroa", ed il campo in cui morì Lautaro come "Mataquito", e nomina "Peteroa y Mataquito" come se fossero luoghi distinti. Lobera non cita il nome del luogo in cui sorgeva la fortezza. Cita però il luogo del campo di battaglia come "lugar de Mataquito". Marmolejo non fornisce nessun nome.

## Storia
In seguito alla distruzione di Concepción ed Angol nel 1554, i Mapuche patirono la fame ed un'epidemia per due anni. Nel frattempo, nel nord, le vittorie di Lautaro portavano alla nascita di rivolte promosse dai popoli sottomessi dei Promaucaes di Gualemo e dei Picunche nella valle dell'Aconcagua, ma tutti i tumulti furono repressi.. Nel 1556 i Promauces inviarono un messaggio ai Mapuche di Arauco, promettendo cibo e supporto al loro esercito, e dichiarando la volontà di unirsi a loro in una guerra contro gli spagnoli a Santiago.
Nel maggio del 1556 Lautaro fu in grado di guidare una forza a nord del Bío Bío tentando di istigare una rivoluzione anche tra i Mapuche del nord, e tra i Promaucaes che abitavano a nord dell'Itata. Lautaro iniziò a reclutare guerrieri anche tra questi popoli, conquistati da Pedro de Valdivia l'anno prima, ora invogliati dai recenti successi di Lautaro.
Lautaro puntò su Santiago. Dopo aver attraversato il Maule si accampò nei pressi dell'odierna Teno, in un luogo chiamato Peteroa. Lautaro, entrando in territorio spagnolo, iniziò alcune rappresaglie nei confronti dei Promaucaes che non volevano seguirlo, danneggiando e spopolando la terra. I rifugiati spagnoli ed indiani fuggirono in città per ottenere aiuto e protezione. Dopo aver sconfitto un primo gruppo di spagnoli provenienti da Santiago, formato da venti cavalieri guidati da Diego Cano, Lautaro costruì una fortificazione in terra attorno all'accampamento, inondando le terre circostanti per rallentare l'azione degli spagnoli.
Un nutrito gruppo di spagnoli guidato da Pedro de Villagra fu mandato da Santiago a scontrarsi con l'esercito di Lautaro, nei pressi della fortezza di Peteroa. Il combattimento durò qualche giorno,  e provocò 500 morti tra i Mapuche e due tra gli spagnoli, che però non riuscirono a conquistare la posizione.
La sconfitta subita, e l'arrivo di rinforzi nemici, persuasero Lautaro a ritirarsi oltre il Maule con l'intenzione di stabilirsi in quel luogo. Un distaccamento della cavalleria spagnola comandato da Juan Godíñez raggiunse ed annientò un gruppo di Mapuche., obbligando Lautaro a muoversi ancora più a sud, oltre l'Itata.